# Lancia Phedra
Lancia Phedra byl velkoprostorový vůz vyráběný v letech 2002–2010 jako společný projekt koncernů PSA a FIAT.

## Popis
Lancia Phedra byla konstrukčně shodná s vozy Peugeot 807, Fiat Ulysse a Citroën C8.